# 家族狩猎
《家族狩猎》（日语：家族狩り），又译作《爱的病理》，是日本作家天童荒太于1995年发表的一部长篇小说，讲述连续家庭杀人案。截至2014年，文库版销售量达120万部。
2014年原作被翻拍成同名电视剧，在TBS电视台播出。

## 内容
文库版小说包括以下五部：
- 第一部『幻世の祈り』
- 第二部『遭難者の夢』
- 第三部『贈られた手』
- 第四部『巡礼者たち』
- 第五部『まだ遠い光』

## 改编
小说改编电视剧于2014年7月4日至9月5日在TBS电视台周五晚间10点档播出。